# Cadmoselite
La cadmoselite è un minerale marrone grigiastro.